# جوزيف روتبلت
جوزيف روتبلت (بالإنجليزية: Joseph Rotblat) (بالبولندية: Józef Rotblat) هو فيزيائي بريطاني ولد في 4 نوفمبر 1908 في وارسو وتوفي في 31 أغسطس 2005. يعتبر جوزيف الفيزيائي الوحيد الذي غادر مشروع مانهاتن قبل تدمير مدينة هيروشيما في اوت 1945. قام بتأسيس مؤتمر باجواش للعلوم والشئون الدولي لتنبيه العالم إلى مخاطر القنبلة النووية.
درس الفيزياء في بولندا التي غادرها إلى المملكة المتحدة بعد الاحتلال النازي لها خلال الحرب العالمية الثانية. لم تستطع زوجته السفر بسبب المرض فتم إيقافها من قبل النازيين وتوفت في معسكر اعتقال.
انضم بعد ذلك إلى مشروع مانهاتن ولكنه غادره وعاد إلى بريطانيا وحصل على جنسيتها. درس في جامعة لندن الفيزياء بين 1949 و1976.
وقع سنة 1955 مع ألبرت أينشتاين وبيرتراند راسل على عريضة تحذر الحكومات من مخاطر السباق إلى التسلح وتدعو العلماء من مخاطر النووي.
حصل سنة 1995 على جائزة نوبل للسلام.

## روابط خارجية
- جوزيف روتبلت على موقع IMDb (الإنجليزية)
- جوزيف روتبلت على موقع الموسوعة البريطانية (الإنجليزية)
- جوزيف روتبلت على موقع مونزينجر (الألمانية)
- جوزيف روتبلت على موقع إن إن دي بي (الإنجليزية)
- جوزيف روتبلت على موقع قاعدة بيانات الفيلم (الإنجليزية)